# Deuxième circonscription de la Seine (Quatrième République)
Pour les articles homonymes, voir Deuxième circonscription de la Seine.
La deuxième circonscription législative de la Seine recouvrait sept arrondissements de la rive droite de Paris : les 1er, 2e, 8e, 9e, 16e, 17e et 18e arrondissements. Cette délimitation s'est appliquée aux trois législatures de la Quatrième République française, de 1946 à 1958. Le département de la Seine comportait six circonscriptions, dont trois pour Paris et trois pour la banlieue, selon un découpage déjà en vigueur lors des élections des  Assemblées constituantes du 21 octobre 1945 et du 2 juin 1946.
Le mode d'élection est basé sur le suffrage universel direct à un tour, avec scrutin de liste proportionnel par circonscription et répartition des restes à la plus forte moyenne.
Dans la deuxième circonscription de la Seine sont pourvus 11 sièges de députés, sur la base d'un nombre d'électeurs inscrits en 1946 de 530 000, arrondi au millier supérieur.

## Élections

### Première législature (1946-1951)

#### Résultats
| Liste    | Liste    | Tête de Liste  | Voix    | %      | Élus |
| -------- | -------- | -------------- | ------- | ------ | ---- |
|          | MRP      | Robert Lecourt | 109 407 | 24,2   | 3    |
|          | PCF,     | Marcel Cachin  | 105 120 | 23,3   | 3    |
|          | PRL      | Joseph Denais  | 94 741  | 21,0   | 2    |
|          | RRRS     | Paul Bastid    | 52 496  | 11,6   | 1    |
|          | SFIO     | Daniel Mayer   | 49 956  | 11,1   | 1    |
|          | UDSR     | René Capitant  | 34 747  | 7,7    | 1    |
|          | [...]    |                |         |        |      |
|          |          |                |         |        |      |
| Inscrits | Inscrits | Inscrits       | 559 162 | 100,00 |      |
| Votants  | Votants  | Votants        | 459 292 |        |      |
| Exprimés | Exprimés | Exprimés       | 452 158 |        |      |

#### Députés élus
| Député élu                  |  | Liste | no | Observations |
| --------------------------- |  | ----- | -- | ------------ |
| Robert Lecourt              |  | MRP   | 1  |              |
| Jean-Jacques Juglas         |  | MRP   | 2  |              |
| Joséphine, dite José Dupuis |  | MRP   | 3  |              |
| Marcel Cachin               |  | PCF   | 1  |              |
| Jeannette Vermeersch-Thorez |  | PCF   | 2  |              |
| Gaston Auguet               |  | PCF   | 3  |              |
| Joseph Denais               |  | PRL   | 1  |              |
| Robert Bétolaud             |  | PRL   | 2  |              |
| Paul Bastid                 |  | RRRS  | 1  |              |
| Daniel Mayer                |  | SFIO  | 1  |              |
| René Capitant               |  | UDRS  | 1  |              |

### Deuxième législature (1951-1956)

#### Résultats
| Liste     | Liste                 | Tête de Liste               | Voix    | %      | Élus |
| --------- | --------------------- | --------------------------- | ------- | ------ | ---- |
|           | RPF                   | Louis Pasteur Vallery-Radot | 100 985 | 24,2   | 3    |
|           | PCF,                  | Marcel Cachin               | 80 440  | 19,3   | 2    |
|           | RGR                   | Bernard Lafay               | 80 005  | 19,2   | 2    |
|           | CNIP                  | Joseph Denais               |         | 10,1   | 1    |
|           | SFIO                  | Daniel Mayer                | 31 317  | 7,5    | 1    |
|           | UNIR,                 | Jacques Isorni              | 29 366  | 6,2    | 1    |
|           | MRP                   | Robert Lecourt              | 26 511  |        | 1    |
|           | [...] 6 autres listes |                             |         |        |      |
|           |                       |                             |         |        |      |
| Inscrits  | Inscrits              | Inscrits                    | 519 980 | 100,00 |      |
| Votants   | Votants               | Votants                     | 425 224 |        |      |
| Exprimés, | Exprimés,             | Exprimés,                   | 416 592 |        |      |

#### Députés élus
| Député élu                  |  | Liste | no | Observations                                                                              |
| --------------------------- |  | ----- | -- | ----------------------------------------------------------------------------------------- |
| Louis Pasteur Vallery-Radot |  | RPF   | 1  | démissionnaire, remplacé par Jean Legaret (UDSR) (élection partielle, le 6 juillet 1952). |
| Pierre Ferri                |  | RPF   | 2  |                                                                                           |
| René Moatti                 |  | RPF   | 3  |                                                                                           |
| Marcel Cachin               |  | PCF   | 1  |                                                                                           |
| Jeannette Vermeersch-Thorez |  | PCF   | 2  |                                                                                           |
| Bernard Lafay               |  | RGR   | 1  |                                                                                           |
| Pierre de Léotard           |  | RGR   | 2  |                                                                                           |
| Joseph Denais               |  | CNIP  | 1  |                                                                                           |
| Daniel Mayer                |  | SFIO  | 1  |                                                                                           |
| Jacques Isorni              |  | UNIR  | 1  |                                                                                           |
| Robert Lecourt              |  | MRP   | 1  |                                                                                           |

### Troisième législature (1956-1958)

#### Résultats
| Liste     | Liste                   | Tête de Liste  | Voix    | %      | Élus |
| --------- | ----------------------- | -------------- | ------- | ------ | ---- |
|           | PCF,                    | Marcel Cachin  | 102 621 | 20,9   | 2    |
|           | RGR,                    | Bernard Lafay  | 87 949  | 17,9   | 2    |
|           | CNIP                    | Jacques Féron  | 74 115  |        | 2    |
|           | RRRS                    | Claude Panier  | 71 668  |        | 2    |
|           | SFIO                    | Daniel Mayer   | 38 837  | 7,9    | 1    |
|           | UFF                     | André Gayrard  | 38 651  |        | 1    |
|           | MRP                     | Robert Lecourt | 20 274  |        | 1    |
|           | RS                      | Pierre Ferri   |         | 2,7    | 0    |
|           |                         |                |         |        |      |
|           | [...] 17 listes en tout |                |         |        |      |
|           |                         |                |         |        |      |
| Inscrits  | Inscrits                | Inscrits       | 612 667 | 100,00 |      |
| Votants   | Votants                 | Votants        | 507 179 |        |      |
| Exprimés, | Exprimés,               | Exprimés,      | 491 457 |        |      |

#### Députés élus
| Député élu                  |  | Liste | no | Observations                                                                               |
| --------------------------- |  | ----- | -- | ------------------------------------------------------------------------------------------ |
| Marcel Cachin               |  | PCF   | 1  | décédé le 12 février 1958, remplacé par Alexis Thomas (élection partielle du 30 mars 1958) |
| Jeannette Vermeersch-Thorez |  | PCF   | 2  |                                                                                            |
| Bernard Lafay               |  | RGR   | 1  |                                                                                            |
| Pierre de Léotard           |  | RGR   | 2  |                                                                                            |
| Jacques Féron               |  | CNI   | 1  |                                                                                            |
| Jacques Isorni              |  | CNI   | 2  |                                                                                            |
| Claude Panier               |  | RRRS  | 1  |                                                                                            |
| Albert de Bailliencourt     |  | RRRS  | 2  |                                                                                            |
| Daniel Mayer                |  | SFIO  | 1  |                                                                                            |
| André Gayrard               |  | UFF   | 1  |                                                                                            |
| Robert Lecourt              |  | MRP   | 1  |                                                                                            |

## Évolution de la circonscription

Les nouvelles circonscriptions de 1958.

La constitution de 1958 ayant réinstauré un mode de scrutin uninominal majoritaire par circonscription, la deuxième circonscription de la Seine de 1946 est redécoupée en 12 circonscriptions : 6e, 7e, 20e, 21e, 22e, 23e, 24e, 25e, 26e et 27e, ainsi que le 1er arrondissement (partie ouest de la nouvelle 1re circonscription et le 2e arrondissement (partie ouest de la nouvelle 2e circonscription).